# Tênis nos Jogos Pan-Americanos de 1999
O tênis nos Jogos Pan-Americanos de 1999 foi disputado nas quadras do Winnipeg Lawn Tennis Club em Winninpeg. Os torneios foram disputados, entre 29 de julho e 5 de agosto.

## Medalhistas
Masculino
| Evento           | Ouro                              | Prata                               | Bronze                                   |
| ---------------- | --------------------------------- | ----------------------------------- | ---------------------------------------- |
| Simples detalhes | Paul Goldstein USA Estados Unidos | Cecil Mamiit USA Estados Unidos     | David Nalbandian ARG Argentina           |
| Simples detalhes | Paul Goldstein USA Estados Unidos | Cecil Mamiit USA Estados Unidos     | Paulo Taicher BRA Brasil                 |
| Duplas detalhes  | André Sá Paulo Taicher BRA Brasil | Óscar Ortiz Marco Osorio MEX México | Bob Bryan Mike Bryan USA Estados Unidos  |
| Duplas detalhes  | André Sá Paulo Taicher BRA Brasil | Óscar Ortiz Marco Osorio MEX México | Johnny Romero Maurice Ruah VEN Venezuela |

Feminino
| Evento           | Ouro                                  | Prata                                  | Bronze                                             |
| ---------------- | ------------------------------------- | -------------------------------------- | -------------------------------------------------- |
| Simples detalhes | María Vento-Kabchi VEN Venezuela      | Tara Snyder USA Estados Unidos         | Mariana Díaz-Oliva ARG Argentina                   |
| Simples detalhes | María Vento-Kabchi VEN Venezuela      | Tara Snyder USA Estados Unidos         | Alexandra Stevenson USA Estados Unidos             |
| Duplas detalhes  | Joana Cortez Vanessa Menga BRA Brasil | Paula Cabezas Bárbara Castro CHI Chile | Mariana Díaz-Oliva Clarisa Fernández ARG Argentina |
| Duplas detalhes  | Joana Cortez Vanessa Menga BRA Brasil | Paula Cabezas Bárbara Castro CHI Chile | Renata Kolbovic Aneta Soukup CAN Canadá            |

## Quadro de medalhas
| Ordem | País               | Medalha de ouro | Medalha de prata | Medalha de bronze |    |
| ----- | ------------------ | --------------- | ---------------- | ----------------- | -- |
| 1     | BRA Brasil         | 2               |                  | 1                 | 3  |
| 2     | USA Estados Unidos | 1               | 2                | 2                 | 5  |
| 3     | VEN Venezuela      | 1               |                  | 1                 | 2  |
| 4     | MEX México         |                 | 1                |                   | 1  |
| 4     | CHI Chile          |                 | 1                |                   | 1  |
| 6     | ARG Argentina      |                 |                  | 3                 | 3  |
| 7     | CAN Canadá         |                 |                  | 1                 | 1  |
| TOTAL | TOTAL              | 4               | 4                | 8                 | 16 |